# Pyrazosulfuron-ethyl
Pyrazosulfuron-ethyl ist eine chemische Verbindung aus der Gruppe der Sulfonylharnstoffe und ein Herbizid, welches 1982 entdeckt und 1990 von Nissan Chemical auf den Markt gebracht wurde.

## Gewinnung und Darstellung
Pyrazosulfuron-ethyl kann ausgehend von Methylhydrazin und 3-Ethoxycyanacrylsäureethylester dargestellt werden. Durch Reaktion mit Natriumnitrit, Schwefeldioxid, Ammoniak, Phosgen und Addition von 2-Amino-4,6-dimethoxypyrimidin entsteht Pyrazosulfuron.

## Verwendung
Pyrazosulfuron-ethyl wird unter den Handelsnamen Agreen und Sirius als systemisches Herbizid im Reisanbau verwendet. Es wirkt durch Hemmung der Acetolactat-Synthase. In der Europäischen Union und in der Schweiz ist es nicht als Pflanzenschutzwirkstoff zugelassen.